# 铁爪鹀

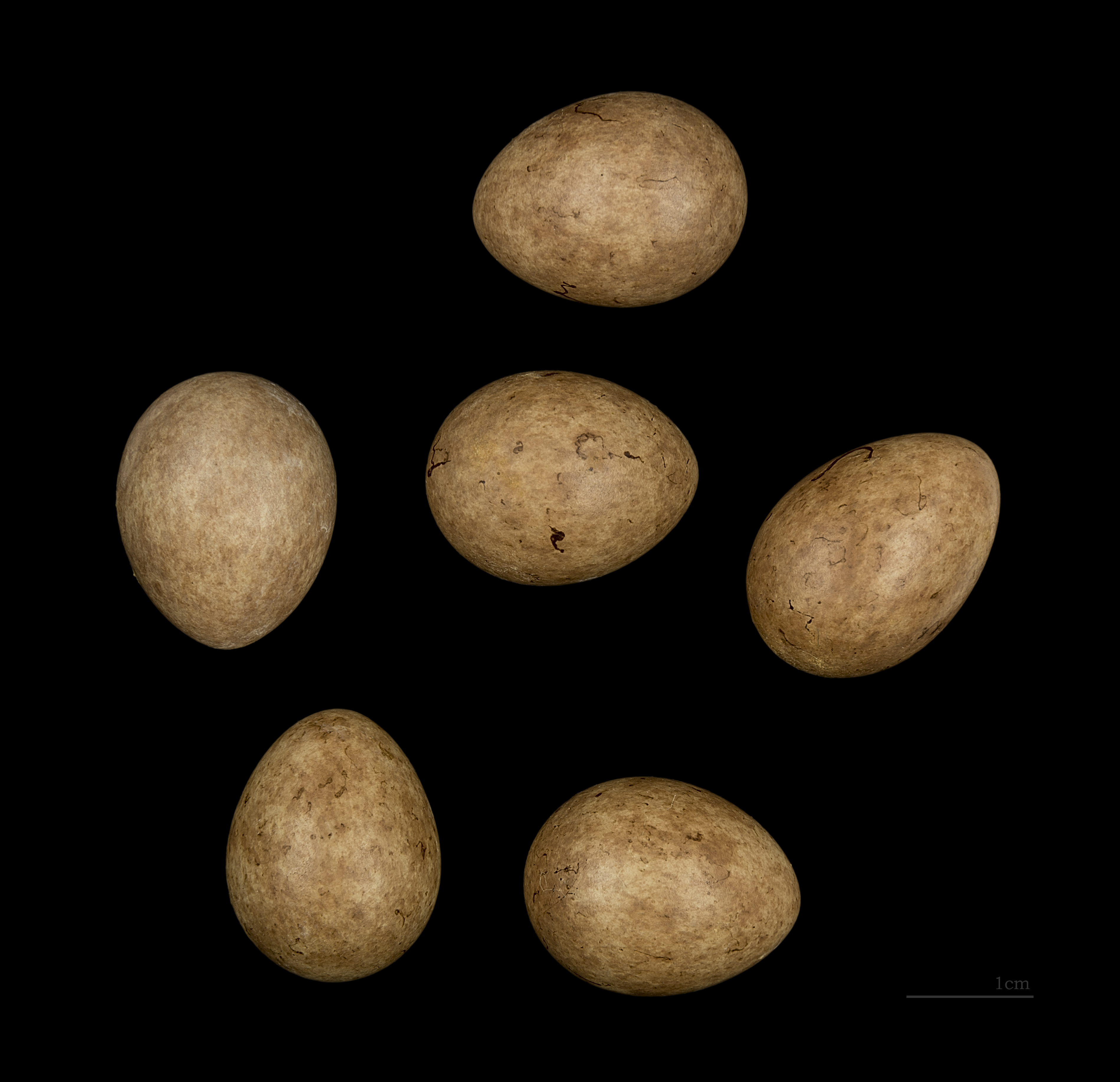
Calcarius lapponicus

铁爪鹀（学名：Calcarius lapponicus）为雀科铁爪鹀属的鸟类，俗名铁爪子、铁雀、雪眉子。分布于新旧大陆极北地区、西伯利亚、蒙古、朝鲜半岛、日本以及中国大陆的东北、内蒙古、河北、江苏、湖北、四川、甘肃等地，多生活于开阔地区，冬季栖息于草地、沼泽地、平原田野丘陵的稀疏山林中。该物种的模式产地在欧洲Lapland。

## 亚种
- 铁爪鹀东北亚种（学名：Calcarius lapponicus coloratus）。分布于勘察加半岛、乌苏里斯克以及中国大陆的东北、河北、江苏、湖北、四川、甘肃等地。该物种的模式产地在勘察加半岛。[2]